# محمد عندلیب همدانی
محمد عندلیب زاده همدانی، مشهور به عندلیب همدانی (زاده ۱۳۳۹ همدان)، محقق، مؤلف، خطیب، شیعی، استاد سطوح عالی حوزه علمیه قم، عضو سابق جامعه مدرسین حوزه علمیه قم است.

## تولد و دوران تحصیل
محمد عندلیب همدانی متولد ۱۳۳۹ در استان همدان و فرزند حسین عندلیب همدانی از عالمان و خطیبان همدان است. در سال ۱۳۵۴ با توجه به علاقه وافری که به دروس حوزوی داشت، شروع به تحصیل در علوم حوزوی نمود و پس از دو سال تحصیل در همدان به قم عزیمت نمود.

## استادان
- وحید خراسانی
- فاضل لنکرانی
- میرزا جواد تبریزی

## آثار

### کتاب
| عنوان                                               | ناشر             | سال  | توضیحات |
| --------------------------------------------------- | ---------------- | ---- | ------- |
| شرح کفایة الاصول                                    | شخصی             | ۱۳۷۹ |         |
| شرح مکاسب                                           | شخصی             | ۱۳۷۹ |         |
| زندگانی مرحوم آخوند همدانی                          | شخصی             | ۱۳۸۰ |         |
| امام زادگان همدان                                   | آزاد گرافیک      | ۱۳۸۰ |         |
| ثار الله                                            | مؤسسه در راه حق  | ۱۳۸۰ |         |
| میزان تشیع: بررسی سند، محتوی و نسخه‌های زیارت عاشورا | مسجد مقدس جمکران | ۱۳۹۲ |         |

## استعفا از جامعه مدرسین حوزه علمیه قم
پس از نامه سرگشاده محمد یزدی به شبیری زنجانی، محمد عندلیب همدانی از ادامه عضویت در جامعه مدرسین حوزه علمیه قم استعفا داد. در متن استعفا چنین آمده‌است:
| « | نامه حضرتعالی به محضر مبارک مرجع بزرگوار شیعه حضرت آیت الله العظمی شبیری زنجانی دامت برکاته هرگونه تردیدی را که تاکنون دربارهٔ ادامه عضویت در آن جامعه محترم داشتم مرتفع کرد چه اینکه به این نتیجه قطعی رسیدم که تفسیر من از استقلال حوزه و جایگاه رفیع مرجعیت با دیدگاه جنابعالی و همفکران شما در جامعه محترم مدرسین هیچگونه هماهنگی ندارد و عملاً امکان همکاری وجود ندارد و لذا از ادامه عضویت در آن جامعه معذورم. | » |

## یادکرد
1. 1 2 3 4 5 6 7 8 9 10  «محمد عندلیب».
2. 1 2 3 4  «استعدادیابی در حوزه».
3. ↑  «واکنش‌های تند به نامه یزدی».
4. ↑  «نامه توهین‌آمیز یزدی به شبیری».